# Unió d’Associacions Internacionals
La Unió d'Associacions Internacionals, en anglès Union of International Associations (UIA) i en francès Union des Associations Internationales (UAI), és un centre de documentació i institut de recerca no governamental sense ànim de lucre amb seu a Brussel·les (Bèlgica), i que opera sota el mandat de les Nacions Unides. Va ser fundada el 1907 amb el nom d'Oficina Central d’Associacions Internacionals per Henri La Fontaine, premi Nobel de la Pau de 1913, i Paul Otlet, fundador de les anomenades actualment ciències de la informació.

## Objectiu
Com a institut de recerca independent i dipòsit d'informació històrica i actual sobre el treball de la societat civil mundial, té el propòsit de documentar i promoure la consciència pública sobre la tasca de les organitzacions internacionals -tant les organitzacions internacionals no governamentals (ONG) com les organitzacions intergovernamentals (OIG)-, les reunions internacionals i els problemes mundials. La UIA també dona suport i facilita la tasca d’associacions internacionals a través d’oportunitats de formació i de treball en xarxa. Té estatus consultiu amb el Consell Econòmic i Social de l'ONU (ECOSOC) i la UNESCO.

## Història
La UIA, fundada a Brussel·les el 1907, amb la intervenció d'Henri La Fontaine (1854-1943) Cyrille Van Overbergh (1866-1959) i Paul Otlet (1868-1944), el 1910 es convertí en una federació amb el seu nom actual i, posteriorment, es registrà segons la llei belga del 25 d’octubre de 1919 com a associació internacional amb finalitats científiques. Els seus primers treballs van contribuir a la creació de la Societat de Nacions i l'Institut Internacional de Cooperació Intel·lectual, que fou l'antecessor de la UNESCO. El 1951, una resolució especial de l'ECOSOC va establir la cooperació entre les Nacions Unides i la UIA per a la preparació de l'Anuari de les Organitzacions Internacionals.